# Babelstårnet
Babelstårnet var ifølge Bibelen et tårn, der blev bygget i Babylon af en forenet menneskehed for at nå himlen. Beretningen står i Det Gamle Testamente i 1. Mosebog kap. 11 vers 1-9 var en omtrent 100 meter høj trappepyramide i Babylon (Babel er hebraisk for Babylon):
Men Gud vidste, at hvis menneskene gik sammen, var intet umuligt for dem, så han sørgede for at forvirre sproget blandt de enstalende mennesker. I vers 6-7 sagde han: "Se, de er ét folk med samme sprog. Når de begynder at handle sådan, vil intet af det, de planlægger, være umuligt for dem. Lad os stige derned og forvirre deres sprog, så de ikke forstår hinanden." Det fik arbejdet til at gå i stå, og mennesker spredte sig til fjerne egne af kloden.
Denne beretning er biblens svar på hvorfor der er opstået forskellige sprog. 